# 梁贊諾夫斯基
梁赞诺夫斯基（羅馬化：Ryazanovskiy）是俄罗斯莫斯科州的市级镇，属州辖市叶戈里耶夫斯克市（城市区），地处莫斯科州东南部梅晓拉低地上，在区行政中心叶戈里耶夫斯克及州府莫斯科东南方，靠近莫斯科州与梁赞州的州界。镇北侧有一铁路车站梁赞诺夫卡站。
梁赞诺夫斯基镇曾在2015年并入叶戈里耶夫斯克市，2017年取消合并，再次得到市级镇（工人村）地位。该地2021年人口有2,005人；2010年人口2,079；2002年人口2,324；1989年人口2,878。